# Angry Birds Go!
Angry Birds Go! est un jeu vidéo de course développé et édité par Rovio Entertainment, sorti en 2013 sur iOS, Android, BlackBerry OS et Windows Phone.

## Accueil
- IGN : 5/10[1]
- Jeuxvideo.com : 16/20[2]